# Sonata per a piano núm. 7 en mi bemoll major, D 568 (Schubert)
La Sonata per a piano núm. 7 en mi bemoll major, D 568, és una obra per a piano sol de Franz Schubert. És una revisió i conclusió de la Sonata en re bemoll major D. 567, composta el juny del 1817. L'obra en mi bemoll major (D 568) la deuria acabar cap al 1826, i va sortir publicada l'any 1829 com a Op. posth. 122, un any després de la mort de Schubert.

## Moviments
I. Allegro moderato. En mi♭ major.
II. Andante molto. En sol menor.
III. Menuetto: Allegretto - Trio. En mi♭ major.
IV. Allegro moderato. En mi♭ major.
Com s'ha comentat, aquesta sonata és una transposició i elaboració de la Sonata per a piano en re♭ major, D. 567. Daniel Coren resumeix la naturalesa de la recapitulació del primer moviment d'aquesta sonata com a "material primari sincopat."